# Grupo de Ejércitos Liguria
El Grupo de Ejércitos Liguria (en alemán: Heeresgruppen Ligurien y posteriormente denominado LXXXXVII Armee) fue una unidad del ejército formado a partir de unidades del Esercito Nazionale Repubblicano (ENR). El ENR era el ejército nacional de la República Social Italiana (Repubblica Sociale Italiana, o RSI). La formación del Ejército de la RSI comenzó a finales de 1943 y el ejército se disolvió en 1945, con el final de la contienda. El Grupo de Ejércitos Liguria incluyó varias unidades alemanas y varias de sus unidades italianas se transfirieron a veces a formaciones alemanas.

## Historia

### Formación
El 16 de octubre de 1943, el Protocolo de Rustenburg firmado entre la Alemania Nazi y la República Social Italiana (RSI) permitió al nuevo estado títere italiano aumentar el tamaño de sus Fuerzas armadas a cuatro división militares. Las cuatro unidades —1.ª División de Bersaglieri "Italia", 2.ª División de Infantería "Littorio", 3.ª División de Marina "San Marco" y 4.ª División Alpina "Monterosa"— suponían un total de 52.000 hombres.

### Historial de operaciones
El 31 de julio de 1944, la primera de estas divisiones que completaron su formación han sido enviados al frente. Al igual que ocurría con otras unidades más pequeñas de la RSI —las Brigadas Negras, la Guardia Nazionale Repubblicana y la Decima Flottiglia MAS— las recientemente formadas divisiones del ENR participaron por lo general en las actividades anti-partidista. Aunque hubo excepciones, estas divisiones vieron muy limitada su actuación en primera línea de combate. Cuando el resto de las divisiones completaron su entrenamiento y fase de formación, se combinaron con las unidades alemanas y pasaron a formar parte del Grupo de Ejércitos Liguria. El general Alfredo Guzzoni fue el Comandante en jefe de este Grupo de ejército. El Ministro de Defensa de la RSI, Rodolfo Graziani, estaba al mando todas las fuerzas del Ejército de la RSI.
El 1 de mayo de 1945, Graziani ordenó a todas las fuerzas militardes de la RSI bajo su mando a que depusieran las armas, con lo que el Grupo de Ejércitos Liguria dejó de existir. El general alemán Heinrich von Vietinghoff firmó el instrumento de rendición incondicional de todas las fuerzas del Eje en Italia y su entrega se hizo efectiva el 2 de mayo.

## Comandantes
- Alfredo Guzzoni
- Rodolfo Graziani (31 de julio de 1944)

## Orden de Batalla
12 de agosto de 1944:
- - Cuerpo de Ejército Lieb
  - LXXV Cuerpo de Ejército
  - 135.ª Brigada Forteczna
  - 90.ª División de Granaderos blindados

13 de octubre de 1944:
- - Cuerpo de Ejército Lombardía
  - LXXV Cuerpo de Ejército
  - 148.ª División de Infantería
  - Panzergrenadier-Brigade Waffen-SS (Ital. Nr. 1)

26 de diciembre de 1944:
- - 14.º Ejército
  - LXXV Cuerpo de Ejército
  - 162.ª División de Infantería
  - Panzergrenadier-Brigade Waffen-SS (Ital. Nr. 1)

30 de abril de 1945
- - Cuerpo de Ejército Lombardía
  - LXXV Cuerpo de Ejército

Orden de Batalla del LXXXXVII Ejército "Liguria" - 30 de abril de 1945
- LXXV Cuerpo de Ejército
  - 5.ª División de Montaña
  - 2.ª División de Infantería "Littorio"
  - 34.ª División de Infantería
- Cuerpo de Ejército Lombardía
  - 3.ª División de Marina "San Marco"
  - 134.ª Brigada de Infantería
  - 4.ª División Alpina "Monterosa"

La 1.ª División de Bersaglieri "Italia" estaba adscrita al 14.º Ejército.